# 聖鬥士星矢角色列表

## 本傳

### 希臘聖域
智慧與戰爭女神 雅典娜及聖鬥士的根據地，其距離在希臘城市雅典不遠但外頭卻是與俗世隔絕，這裡是有數十重的結界所藏匿著不受到敵人的干涉和侵略，由於眾星與羣雲（“諸神的意志”）都會被神聖地區給規劃和分割，所以也被稱為和平的最後之砦，加上地形過於險惡也有高聳的山脈在圍繞著，因此一般人和人類都無法接近與找到此地，就連地圖和解析度高達公尺為單位的偵察衞星和全球定位系統都無法找到。
聖域不只有訓練聖鬥士的場地和住所，也包含圖書館、浴場、星之鐘樓（如果有人闖入聖域，星樓的聖火就會點燃）以及星之丘（位於聖域最頂點，只有教皇才可以來到此地）等重要地區，重要的也包括教皇的住處和寶座廳、雅典娜的宅邸、神殿和她的雅典娜聖衣（指的是雅典娜神像）的位置，聖域從神話時代中受到雅典娜的保護，而且裡面有十二宮（黃金聖鬥士的守護之地和住處）作為聖域內最重要防線，每宮都有所隸屬十二星座的黃金聖鬥士在守護；除非由雅典娜親自解除結界，否則任何人只能以徒步的方式行走而且不能使用瞬間移動的方式走到任何地方。
雅典娜／城戶沙織（Athena/Kido Saori）
日本配音員：潘惠子【初代】→折笠富美子【冥界篇起、Netflix Animax—黃道十二宮戰士】、中川翔子【Ω】、佐佐木彩夏【劇場版—聖域傳說】、水瀨祈【聖鬥少女翔】、坂本真綾【手遊—覺醒＆正義傳說】／興梠里美【劇場版—聖域傳說】〈嬰兒〉／諸星堇【劇場版—聖域傳說】〈幼年〉
台灣配音員：楊凱凱、姚敏敏【劇場版—邪神艾莉絲（版本不明）】、李昀晴【黃金魂】、穆宣名【聖鬥士星矢3D、Netflix Animax—黃道十二宮戰士】、黃玉奇【聖鬥少女翔】
香港配音員：黃麗芳【初代】→張頌欣【冥王篇、Ω】、林元春【劇場版公映—真紅少年傳說】、顧詠雪【劇場版—聖域傳說】
年齡：13歲。身高：155cm。體重：44kg。生日：9月2日。血型：A型。出身地：希臘聖域。
武器：勝利女神權杖、雅典娜之盾
女主角，司掌大地、智慧與戰爭的女神。為對抗冥王黑帝斯的侵略而降临到人間的智慧與戰爭女神雅典娜的转世，是人类的援助者，全体聖鬥士的精神領袖。由於是雅典娜的緣故，因此自身擁有強大的小宇宙讓敵人畏懼，也帶給人們和平與安祥。
十三年前轉世為嬰孩，在襁褓中險被假冒教皇的雙子座 撒卡給行刺，所幸由射手座 艾奧羅斯給救下拼死逃離聖域，並由在希臘旅行的古拉杜財團創辦人城戶光政給撫養成人，供書教學，8岁時從彌留之際的祖父光政得知自己就是雅典娜的真相並且逐漸領悟作為女神的使命和重担。
生命之球（Life Sphere）
產生強力的透明球狀防禦結界。
眾神假死之法（Misopetha-menos）
把人體封進假死狀態，一年心跳慢至只等於一日，是延長生命的方法。

#### 青銅聖鬥士（Bronze Saints）
希臘聖域之聖鬥士，負責守護聖域，共有四十八人，他們的拳速及身體的動作都到達到馬赫，身穿『青銅聖衣』。
天馬座 星矢（Pegasus Seiya）
聲：古谷徹【初代、Ω】、森田成一【冥界篇起、聖鬥少女翔、Netflix Animax—黃道十二宮戰士】、石川界人【劇場版—聖域傳說、手遊—覺醒＆正義傳說】／江森浩子【初代】、吉永拓斗【劇場版—聖域傳說】〈幼年〉
年齡：13歲。身高：165cm。體重：53kg。生日：1973年12月1日。血型：B型。出身地：日本。修行地：希臘聖域。
第一男主角。使用「流星拳」來作戰，於希腊圣域跟隨天鹰座 魔鈴指導下修行。
性格天真活潑，熱血勇猛，戰鬥時，尤其是當雅典娜遇到危難，便會不顧一切戰鬥，衝在戰鬥的最前方，為人衝動，但戰勝敵人的決心卻是無人能及。
為了與姊姊星華重聚前往希臘聖域，師承白銀聖鬥士 天鷹座 魔鈴。修業六年後﹐取得「天馬座聖衣」，返回日本﹐為找回失蹤的姐姐星華決定參加「銀河擂台賽」。
天馬流星拳（Pegasus Ryuseiken）
沿著天馬座星位以每秒鐘可發出數百拳的超越音速拳法，極限時達至光速境界。
天馬彗星拳（Pegasus Suiseiken）
天馬座最大奧義，天馬流星拳的昇華，使用時將無數的流星拳彙集到一點打出，威力要比天馬流星拳強上百倍。
天馬迴旋碎擊拳（Pegasus Rolling Crush）
從背面抓著敵人衝上半空，再高速向下旋轉的招式，重重摔撞粉碎對手的大技。
天龍座 紫龍（Dragon Shiryu）
日本配音員：鈴置洋孝【初代】→櫻井孝宏【冥界篇起、手遊—覺醒＆正義傳說、Netflix Animax—黃道十二宮戰士】、成田劍【Ω】、赤羽根健治【劇場版—聖域傳說】／川島千代子〈幼年〉
台灣配音員：宋克軍、李景唐【劇場版—邪神艾莉絲（版本不明）】、吳文民【冥界篇起、Netflix Animax—黃道十二宮戰士】、林谷珍【Ω】、蔣鐵城【聖鬥士星矢3D】
香港配音員：林保全【初代】→黃啟昌【冥王篇、Ω】、林國雄【劇場版公映—真紅少年傳說】、陳健豪【劇場版—聖域傳說】
年齡：14歲。身高：175cm。體重: 54kg 生日：1972年10月4日。血型：A型。出身地：日本。修行地：中國廬山五老峰。
武器：天龍座之盾 天龍座聖衣是88件聖衣中最堅硬的1件，尤其天龍盾牌被認為不可能會被打碎。 原本照劇情講，天龍聖衣長期沉睡於中國廬山瀑布之下，不僅堅固，而且看起來光彩熠熠。 但實際上，紫龍所穿的天龍聖衣的盾牌經常被打碎。
主角之一。使用「龍拳」來作戰，於中國廬山五老峰跟隨天秤座 童虎指導下修行。
廬山昇龍霸（Rozan Shuryuha）
紫龍最大奧義，將全身力量集中於右拳，打出一絛直冲九天的飛翔之龍。
廬山龍飛翔（Rozan Ryuhishou）
龍的鬥氣纏繞全身，以身體直線型衝撞敵人的攻擊。
廬山百龍霸（Rozan Hyakuryuha）
童虎的奧義，積蓄小宇宙從雙手發出無數翱翔九天的神龍把一切毁滅，攻擊範圍大，穿透力強，具備強大殺傷力。
廬山亢龍霸（Rozan Kouryuha）
昇龍霸的昇華版，威力無限提升但身體無法承受導致毀滅，被天秤座童虎視為禁忌招式。
聖劍（Excalibur）
利用小宇宙凝聚成光之刃，其銳利程度就像「聖劍」，能輕易劈星斬月，最高境界能夠切開宇宙；由黃金聖鬥士 魔羯座 修羅傳授。
天鵝座 冰河（Cygnus Hyoga）
日本配音員：橋本晃一【初代】→三浦祥朗【冥界篇起、Netflix Animax—黃道十二宮戰士】、宮野真守【Ω】、小野賢章【劇場版—聖域傳說】、梶裕貴【手遊—覺醒＆正義傳說】／佐藤智惠【初代】→冬馬由美【舊版後期】→井上富美子【冥界篇起】〈幼年〉
台灣配音員：劉傑、陳進益【劇場版—邪神艾莉絲（版本不明）】、何志威【聖鬥士星矢3D】／詹雅菁〈幼年〉
香港配音員：黃健強【初代、劇場版公映—真紅少年傳說】→李致林【冥王篇、Ω】、陳廷軒【冥王篇影碟版本】、伍博民【劇場版—聖域傳說】
年齡：14歲。身高：173cm。體重：61 kg。生日：1973年1月23日。血型：O型。出身地：蘇聯。修行地：東西伯利亞。
武器：天鵝座之盾
主角之一。使用「冰拳」來作戰，有“冰原貴公子”之稱。日俄混血兒
母親因沉船而長眠於西伯利亞海底。師父為黃金聖鬥士水瓶座 卡妙。
結冰環/冰之環（Kol'tso）
冰環凍住敵人。
冰靈柩/冰之棺（フリージング・コフィン）
把敵人冰封，千萬年不融化。
鑽石星塵（Diamond Dust）
把敵人凍住，此招式如同雪花一樣，也如星塵一樣美麗，像撒落的珠玉那樣潔白
極冷龍捲（ホーロドニースメルチ）
漫畫版在習得極光處刑前冰河最強的拳，像上鉤拳一樣揮出夾帶強大凍氣的巨大龍捲。
金光火燄旋風拳/極光雷擊（Aurora Thunder Attack）
TV版原創技能，用來取代漫畫版的極冷龍捲。向天空釋放凍氣小宇宙，雙手交握後向對手發出最高強度的凍氣，可連續打擊。
曙光女神之寬恕/極光處刑（Aurora Execution）
水瓶座最大奧義，雙手交握呈水瓶狀、拳的前端（水瓶的口）發出無限大的凍氣。冰河在十二宮之戰擊敗卡妙習得的招式。
仙女座 瞬（Andromeda Shun）
日本配音員：堀川亮【初代】→粕谷雄太【冥界篇起、聖鬥少女翔】、神谷浩史【Ω】、岡本信彥【劇場版—聖域傳說】、花江夏樹【手遊—覺醒＆正義傳說】、佐藤聰美【Netflix Animax—黃道十二宮戰士】／冬馬由美【初代】→遠藤智佳【冥界篇起】〈幼年〉
台灣配音員：魏晶琦、李景唐【劇場版—邪神艾莉絲（版本不明）】、陳余寬【聖鬥士星矢3D】
香港配音員：區瑞華【初代】→黃榮璋【冥王篇、劇場版—聖域傳說】、翟耀輝【劇場版公映—真紅少年傳說】、張裕東【Ω】
年齡：13歲。身高：165cm。體重：51kg。生日：1973年9月9日。血型：A型。出身地：日本。修行地：仙女島。
武器：仙女座鎖鏈
主角之一。使用「鎖鏈」和「風」來作戰，鳳凰座 一輝的弟弟，因一輝代替前往死亡皇后島，改而前往傳說之島仙女島修行。
白皙皮膚，大眼睛，鮮綠色頭髮(漫畫中原始設定為亞麻色)，粉红的聖衣，俊秀，性格纯潔、善良、天真，偶有軟弱時，在關键時刻却總能實現出男子漢般的堅强，有自我犧牲精神。師承白銀聖鬥士仙王座 亞路比奧尼。更被當代冥王 黑帝斯所借用作轉生的肉體。是青銅聖鬥士中的天才，最先領悟第七感，因此擊倒弒師兇手黃金聖鬥士阿布羅迪。
星雲鎖鏈（Nebula Chain）
集中小宇宙在鎖鏈上揮打對手。
星雲電光鏈/雷電波（Thunder Wave）
鎖鏈沿閃電的紋路追擊對手。
旋轉防禦（Rolling Defense）
藉著旋轉揮動圓鎖鏈覆蓋著全身，敵人攻擊時作出保護。
蜘蛛網（Spider Net）
鎖鏈形成蜘蛛網捕捉對手。
撒網（Casting Net）
鎖鏈形成井形網捕捉對手。
螺旋導管（Spiral Duct）
鎖鏈形成大漩渦捕捉對手。
回飛棒（Boomerang Shot）
鎖鏈形成回飛棒追擊對手。
野獸陷阱（Wild Trap）
鎖鏈形成野獸陷阱捕捉對手。
巨型捕獲（Great Capture）
鎖鏈形成大圓網捕捉對手。
仙女座星雲（Andromeda Nebula）
攻守一體之陣，把鎖鏈形成漩渦圍着自己，一旦對手進入便會發動攻撃。
星雲氣流/星雲旋風（Nebula Stream）
產生強力的旋風束搏著對手行動。
星雲風暴（Nebula Storm）
仙女座最大奧義，把「星雲旋風」的氣流急速加劇，產生猛烈風暴，威力足以把對手撕裂粉碎。
鳳凰座 一輝（Phoenix Ikki）
日本配音員：堀秀行【初代】→小西克幸【冥界篇起、Netflix Animax—黃道十二宮戰士】、杉田智和【Ω、手遊—覺醒＆正義傳說】、野島健兒【劇場版—聖域傳說】／上村典子【初代】→豊嶋真千子【冥界篇起】〈幼年〉
台灣配音員：劉傑、何志威【劇場版—邪神艾莉絲（版本不明）】、胡鎮璽【聖鬥士星矢3D】、陳彥鈞【Netflix Animax—黃道十二宮戰士】／楊凱凱〈幼年〉
香港配音員：馮永和【初代】→陳卓智【冥王篇、Ω】、郭俊廷【劇場版—聖域傳說】
年齡：15歲。身高：175cm。體重：62kg。生日：1971年8月17日。血型：AB型。出身地：日本。修行地：太平洋死亡皇后島。
主角之一。使用「火焰」來作戰，有“不死鳥”之稱，被認為是「最強的青銅聖鬥士」。仙女座 瞬的哥哥，眉間的傷疤是明顯的特徵。
暗藍色短髮，線條剛硬的臉，眉前刻着一道傷痕，目光冷酷，外冷内熱，為人孤僻獨行，總是表現出一副冷酷無情。
代替弟弟瞬前往南太平洋死亡皇后島修行，之後成為暗黑聖鬥士的首領，最後改邪歸正。其聖衣就如同不死鳥一般，是八十八個星座中唯一擁有自我修復能力的聖衣，自神話時代起，一輝是第一個能穿上該聖衣的人。個性孤僻獨行，但在星矢一行人（尤其是弟弟瞬）遇到危機時，無論是聖域、海界或冥界，總能適時出現解圍。
鳳凰幻魔拳（Houou Genmaken）
對神經系統進行打擊，使對手產生心中最可怕的幻覺、精神崩潰喪失戰鬥力的鬥技。
鳳翼天翔（Houyoku Tenshou）
鳳凰座最大奧義，掀起高速烈焰風，最後以拳壓形成一隻火鳳凰，造成極強破壞力的鬥技。
獨角獸座 邪武（Unicorn Jabu）
日本配音員：目黑光祐【初代】→石川英郎【冥界篇起、聖鬥少女翔】、草尾毅【Ω】、木村良平【手遊—覺醒＆正義傳說】／安田あきえ〈幼年〉
台灣配音員：宋克軍、何志威【Ω：Ω覺醒篇】／劉傑〈幼年〉
香港配音員：林國雄【初代】→葉振聲【冥王篇】、張方正【Ω】
年齡：13歲。身高：165cm。體重：55kg。生日：11月3日。血型：B型。出身地：日本。修行地：阿爾及利亞奧倫。
自幼便跟隨沙織，對沙織非常忠誠。經常與天馬座 星矢起衝突，但又是很受星矢信賴的同伴之一。
OVA版《冥王篇》成為由蛇夫座 夏伊娜領導的聖域巡守隊隊員。
獨角飛奔（Unicorn Gallop）
獨角獸座最大奧義，集中小宇宙在腳上連續重撃對手。
獨角獸座的獨角可放出音波/電波打擊對方，銀河戰爭第二集對幼獅座使用。
幼獅座 蠻（Lionet Ban）
日本配音員：掛川裕彥【初代】→今村直樹【冥界篇起】、稻田徹【Ω】、濱添伸也【手遊—覺醒＆正義傳說】（日本）；
台灣配音員：劉傑、林谷珍【Ω】（台灣）；
香港配音員：馮永和【初代】→招世亮【冥王篇】、陳永信【Ω】（香港）
年齡：15歲。身高：181cm。體重：83kg。生日：12月30日。血型：B型。出身地：日本。修行地：坦桑尼亞乞力马扎罗山。
銀河戰爭時初戰中敗給獨角獸座 邪武。
OVA版《冥王篇》成為由蛇夫座 夏伊娜領導的聖域巡守隊隊員。
幼獅轟炸（Lionet Bomber）
幼獅座最大奧義，雙腳同時淩空重撃敵人。
天狼座 那智（Wolf Nachi）
日本配音員：田中秀幸【初代】→草尾毅【舊版ep.61集起】→小嶋一成【冥界篇起】、島田敏【Ω】、小野賢章【手遊—覺醒＆正義傳說】
台灣配音員：魏伯勤、孟慶府【Ω】／詹雅菁〈幼年〉
香港配音員：馮志潤【初代】
年齡：14歲。身高：171cm。體重：57kg。生日：7月20日。血型：AB型。出身地：日本。修行地：利比裏亞波美山區。
銀河戰爭時被鳳凰座 一輝的「鳳凰幻魔拳」擊敗。
OVA版《冥王篇》成為由蛇夫座 夏伊娜領導的聖域巡守隊隊員。
死亡咆哮（Dead Howling）
天狼座最大奧義，使出音速拳切裂對手。
大熊座 檄（Bear Geki）
日本配音員：幹本雄之【初代】→福原耕平【冥界篇起】、梁田清之【Ω】、乃村健次【手遊—覺醒＆正義傳說】
台灣配音員：宋克軍【舊版ep.2-3】→劉傑【舊版ep.5起、Ω】
香港配音員：馮永和【初代】→招世亮【Ω】
年齡：15歲。身高：188cm。體重：102kg。生日：5月15日。血型：A型。出身地：日本。修行地：加拿大洛磯山脈。
以雙手扼死巨熊來鍛鍊的聖鬥士。銀河戰爭時敗給天馬座 星矢。
OVA版《冥王篇》成為由蛇夫座 夏伊娜領導的聖域巡守隊隊員。
巨熊吊殺 Hanging Bear
大熊座最大奧義，以雙手扼死對手。
海蛇座 市（Hydra Ichi）
日本配音員：平野正人【初代】→小野坂昌也【冥界篇起、Ω】、吉野裕行【手遊—覺醒＆正義傳說】
台灣配音員：魏伯勤、劉傑【劇場版—天界篇序奏、Ω】
香港配音員：梁耀昌【初代】、劉昭文【Ω】
年齡：14歲。身高：170cm。體重：56kg。生日：2月10日。血型：B型。出身地：日本。修行地：芬蘭赫爾辛湖。
武器：海蛇毒爪
使用「毒爪」來作戰，銀河戰爭時敗給天鵝座 冰河。
OVA版《冥王篇》成為由蛇夫座 夏伊娜領導的聖域巡守隊隊員。
海蛇千毒牙/毒牙攻擊 Poison Teeth Attack
長蛇座最大奧義，以毒爪來毒死對手。
變色龍座 珍妮（Chameleon June）
日本配音員：鶴弘美【初代】、茅野愛衣【手遊—覺醒＆正義傳說】
台灣配音員：楊凱凱
香港配音員：雷碧娜【初代】→孫明貞
年齡：14歲。身高：160cm。體重：45kg。生日：4月17日。血型：O型。出身地：衣索匹亞。修行地：仙女島。
武器：變色龍之尾
使用「鞭」作戰，師傅為白銀聖鬥士  仙王座 亞路比奧尼，與仙女座 瞬同在仙女島修行的聖鬥士、是瞬的師姐兼女友，也是仙女島上唯一的女性聖鬥士，對瞬有好感。

#### 白銀聖鬥士（Silver Saints）
捍衛希臘聖域與雅典娜之聖鬥士，聖域中高級的聖鬥士，比青銅聖鬥士的地位皆高，共有二十八個人，只要接到聖域與教皇的指令後就立即奔赴世界各地以強大的戰鬥力圓滿地完成任務。甚至可以被稱為聖鬥士的代名詞，他們的拳速及身體的動作都到達到二至五倍音速挥手山崩地裂，身穿「白銀聖衣」。
天鷹座 魔鈴（Aquila Marine）
配音員：山本百合子【初代】→井上富美子【冥界篇起】、井上麻里奈【手遊—覺醒＆正義傳說】、喜多村英梨【聖鬥少女翔】（日本）；魏晶琦、陳貞伃【聖鬥士星矢3D】、錢欣郁【Netflix Animax—黃道十二宮戰士】（台灣）；雷碧娜【初代】→曾佩儀【冥王篇】、鄭麗麗【聖鬥少女翔】（香港）
年齡：16歲。身高：167cm。體重：51kg。生日：3月18日。血型：A型。出身地：日本。修行地：希臘聖域。
天鷹座白銀聖鬥士，天馬座 星矢的師父。
由於在尋找失散的弟弟斗馬，因此被星矢誤認為是他的姊姊星華，在星矢一行人的戰鬥中與蛇夫座 夏伊娜經常從旁輔助。最後與白羊座 穆的弟子貴鬼找到星矢的姐姐星華。
空拳 Fake Fist
如放空槍一般，使周围的人产生被对手致命一击的幻觉，实际上接受拳的人并不曾真正损伤而只是暂时昏迷。
流星拳 Meteor FIST
每秒钟可以发出数百拳的超越音速拳法，魔铃在使用时并且配合幻术攻击，以高敏捷度的优势在战斗中更为机动灵活。
鷲星閃光 Eagle Lighting Flash
天鷹座最大奧義，跃到空中象天空高贵地飞舞的鹫一样地飞翔，加上俯冲脚尖强烈的一击，是犹如空中霹雳般凌厉的腿法。
蛇夫座 撒娜／夏伊娜（Ophiuchus Shaina）
配音員：小山茉美【初代、Ω】、小松由佳【冥界篇起】、劉婧犖【手遊—覺醒＆正義傳說】（日本）；詹雅菁、魏晶琦【Ω】、李昀晴【聖鬥士星矢3D】（台灣）；林元春【初代、Ω】→蔡惠萍【初代海皇篇】→陳凱婷【冥王篇】（香港）
年齡：16歲。身高：166cm。體重：49kg。生日：3月24日。血型：B型。出身地：意大利。修行地：希臘聖域。
蛇夫座白銀聖鬥士，技能為「雷電」，與天馬座 星矢爭奪天馬座聖衣的卡西歐士的師父。
自懂事以來便開始接受戰鬥教育，因真面目被星矢看見，按照女性聖鬥士的規定，真面目被男性看見就要手刃對方，所以經常追殺星矢，但是相反的，假如無法殺死對方的話便要愛上對方，最終對星矢完全無法痛下殺手。在星矢一行人的戰鬥中，與天鷹座 魔鈴經常從旁輔助，與魔鈴同為聖域裡少數的兩名女性聖鬥士。
OVA版《冥王篇》就任聖域的巡守隊的隊長，率領獨角獸座 邪武、幼獅座 蠻、天狼座 那智、大熊座 檄、海蛇座 市等五位青銅聖鬥士巡視整座聖域。
《聖鬥士星矢Ω》成為第二代天馬座聖鬥士 光牙的師父。
紫電魔蛇 Thunder Claw
蛇夫座最大奧義，把雷電咐加於爪上，然後猶如毒蛇之牙般把對手剌穿。
- 獵犬座 亞狄里安

配音員：林一夫【初代】、福山潤【手遊—覺醒＆正義傳說】（日本）
身高：183cm。體重：75kg。生日：2月20日。血型：B型。出身地：丹麥。修行地：奧地利布羅肯山。
獵犬座白銀聖鬥士，懂得「讀心術」，和蜥蜴座、半人馬座、白鯨座一起行動。
被教皇派去刺殺天馬座等人，與天馬座 星矢展開激烈交戰，並以「百萬亡靈攻擊」把星矢撃倒，最後被天鷹座 魔鈴以「鷲星閃光」所殺。
百萬幽靈踢 Million Ghost Attack
獵犬座最大奧義，分出数百万个分身，然後集體射出大量光彈轟碎對手。
- 白鯨座 摩傑斯

配音員：戶谷公次【初代】→金子英彥【冥界篇起】、諏訪部順一【手遊—覺醒＆正義傳說】（日本）
身高：205cm。體重：130kg。生日：8月2日。血型：A型。出身地：紐西蘭。修行地：紐西蘭。
武器：白鯨座之盾
白鯨座白銀聖鬥士，和蜥蜴座、半人馬座、獵犬座一起行動，是力量型的聖鬥士。
被教皇派去刺殺天馬座等人，在猎犬座 亚狄里安的读心术下击败天鷹座 魔铃，当星矢得知魔铃有可能是自己的姐姐后，與天馬座 星矢展開激烈交戰，最後被星矢以「天馬彗星拳」重創再被其「天馬迴旋碎擊」所殺。
在冥王篇藉黑帝斯之力而復活; 在東西伯利亞襲擊白鳥座 冰河, 但最終不敵冰河; 在得悉冰河實力變强後將女神交託給冰河, 並安然而逝。其後在冥王篇十二話 前任教皇及先代白羊座黃金聖鬥士 希歐表示，所有復活的白銀聖鬥士和黃金聖鬥士都是假意順從冥王黑帝斯，換得冥王之信任而得以復活，目的是為了向女神傳達雅典娜圣衣的秘密。
白鯨噴射轟炸 Kaitos Spouting Bomber
白鯨座最大奧義，用猶如巨鯨擺尾的巨大力量拋飛對手上半空，乘對手高速下降時出重拳轟碎他。
- 半人馬座 巴比倫

配音員：幹本雄之【初代】→黑田崇矢【冥界篇起】、杉田智和【手遊—覺醒＆正義傳說】（日本）
身高：185cm。體重：80kg。生日：2月27日。血型：B型。出身地：伊拉克。修行地：半人馬島。
半人馬座白銀聖鬥士，使用「火焰」來作戰，可以極純熟地操控火焰，能單手輕易產生大量的巨型火焰彈，和蜥蜴座、白鯨座、獵犬座一起行動。
被教皇派去刺殺天馬座等人，與天鵝座 冰河展開激烈交戰，產生的巨型火焰彈能把冰河的「鑽石星塵」完全蒸發，但最後被他的「鑽石星塵拳」殺死。
在冥王篇藉黑帝斯之力而復活; 在東西伯利亞襲擊白鳥座 冰河, 但最終不敵冰河; 在得悉冰河實力變强後將女神交託給冰河, 並安然而逝。其後在冥王篇十二話 前任教皇及先代白羊座黃金聖鬥士 希歐 透露，所有復活的白銀聖鬥士和黃金聖鬥士都是假意順從冥王黑帝斯，換得冥王之信任而得以復活，目的是為了向女神傳達雅典娜神衣的秘密。
火焰旋渦拳 Fotia Roufihtra
半人馬座最大奧義，產生火焰的洪流旋渦，然後給合成一個超巨型的火焰彈把對手燒死。
- 蜥蜴座 密斯狄

配音員：水島裕【初代】→笹田貴之【冥界篇起】、浪川大輔【手遊—覺醒＆正義傳說】（日本）；黃天佑【Netflix Animax—黃道十二宮戰士】（台灣）；馮志潤（香港）
身高：180cm。體重：68kg。生日：10月11日。血型：O型。出身地：法國。修行地：法國蔚藍海岸。
蜥蜴座白銀聖鬥士，使用「風」來作戰，因天生美貌而非常自負，认为不受伤害的勝利才是完全勝利，和半人馬座、白鯨座、獵犬座一起行動，對美麗及清潔十分執著。
被教皇派去刺殺天馬座 星矢一行人，與星矢展開激烈交戰，密斯狄的「雲石旋風」一開始把星矢重傷，但其後被星矢以「天馬彗星拳」重創，最後被他的「天馬迴旋碎擊拳」殺死。
在冥王篇藉黑帝斯之力而復活；在東西伯利亞襲擊白鳥座 冰河，但最終不敵冰河；在得悉冰河實力變强後將女神交託給冰河，並安然而逝。其後在冥王篇十二話 前任教皇及先代白羊座黃金聖鬥士 希歐 透露，所有復活的白銀聖鬥士和黃金聖鬥士都是假意順從冥王黑帝斯，換得冥王之信任而得以復活，目的是為了向女神傳達雅典娜神衣的秘密。
雲石旋風拳 Mavrou Tripa
蜥蜴座最大奧義，產生強大的白色龍卷風，威力能輕易把數千米高的山岳粉碎、甚至能够引發大型地震。
- 烏鴉座 賈密安

配音員：龍田直樹【初代】、吉野裕行【手遊—覺醒＆正義傳說】（日本）；林國雄（香港）
身高：166cm。體重：56kg。生日：7月27日。血型：A型。出身地：英國。修行地：蘇格蘭。
烏鴉座白銀聖鬥士，懂得操縱烏鴉軍團。
擄走雅典娜的白銀聖鬥士，並用「黑色翼箭」把星矢重創，最後被鳳凰座 一輝以「鳳翼天翔」殺死。
黑色翼箭 Black Wing Shaft
烏鴉座最大奧義，打出烏鴉型衝撃，然後降下烏鴉羽毛使對手非常沉重動彈不能。
- 英仙座 亞魯哥路

配音員：神谷明【初代】→小野坂昌也【冥界篇起】、羽多野涉【手遊—覺醒＆正義傳說】（日本）；梁耀昌（香港）
身高：188cm。體重：83kg。生日：11月11日。血型：A型。出身地：沙特阿拉伯。修行地：奧地利。
武器：美杜莎之盾 MEDUSA SHIELD
英仙座白銀聖鬥士，和御夫座、地獄犬座一起行動，是一名能力非常可怕的白銀聖鬥士，他的「美杜莎之盾」號稱能令所有看見盾牌的生物石化。
在天馬座 星矢等人前往聖域途中伏擊的白銀聖鬥士，把星矢和仙女座 瞬石化，並與天龍座 紫龍展開激烈交戰，兩人鬥得勢均力敵，難分難解，更用「惡魔蛇幻影」把紫龍重創，最後在紫龍自毀雙眼的情況下，被「廬山昇龍霸」殺死。
在冥王篇藉黑帝斯之力而復活; 在五老峰襲擊天龍座 紫龍, 最後被紫龍一擊殲滅。其後在冥王篇十二話 前任教皇及先代白羊座黃金聖鬥士 希歐 透露，所有復活的白銀聖鬥士和黃金聖鬥士都是假意順從冥王黑帝斯，換得冥王之信任而得以復活，目的是為了向女神傳達雅典娜神衣的秘密。
名字來源於Algol（大陵五），英仙座的一個双星系统。
惡魔蛇幻影 Demon Snake Illusion
英仙座最大奧義，以幻影之蛇束搏着對手，然後從高空下墜用腳踢碎對手。
- 地獄犬座 達狄

配音員：村山明【初代】→小嶋一成【冥界篇起】、祐仙勇【手遊—覺醒＆正義傳說】（日本）
身高：185cm。體重：93kg。生日：3月29日。血型：AB型。出身地：意大利。修行地：西西里島。
武器：地獄犬座鋼球鎖 Metal Ball Chain
地獄犬座白銀聖鬥士，使用「鋼球」來作戰，和御夫座、英仙座一起行動。
被教皇派去刺殺天馬座等人，與仙女座 瞬展開激烈交戰，最後被他的「星雲鎖鏈」殺死。
藉哈德斯之力而復活；在五老峰襲擊天龍座 紫龍, 最後被紫龍一擊殲滅。其後在冥王篇十二話 前任教皇及先代白羊座黃金聖鬥士 希歐 透露，所有復活的白銀聖鬥士和黃金聖鬥士都是假意順從冥王黑帝斯，換得冥王之信任而得以復活，目的是為了向女神傳達雅典娜神衣的秘密。
- 御夫座 加比拉

配音員：森功至【初代】→小西克幸【冥界篇起】（日本）
身高：183cm。體重：80kg。生日：8月21日。血型：B型。出身地：希臘。修行地：希臘聖域。
武器：御夫座圓輪
御夫座白銀聖鬥士，使用「圓輪」來作戰，和地獄犬座、英仙座一起行動。
被鳳凰座 一輝以「鳳凰幻魔拳」所殺的白銀聖鬥士。
藉哈德斯之力而復活；在五老峰襲擊天龍座 紫龍， 最後被紫龍一擊殲滅。其後在冥王篇十二話 前任教皇及先代白羊座黃金聖鬥士 希歐 透露，所有復活的白銀聖鬥士和黃金聖鬥士都是假意順從冥王黑帝斯，換得冥王之信任而得以復活，目的是為了向女神傳達雅典娜神衣的秘密。
迴旋飛輪 Saucer Kougeki
御夫座最大奧義，打出的飛輪分散成多個閃光飛輪把對手斬碎。
- 巨犬座 史里烏

配音員：澤木郁也【初代】→高山善廣【冥界篇起】（日本）
身高：185cm。體重：86kg。生日：1月16日。血型：O型。出身地：東德。修行地：希臘聖域。
巨犬座白銀聖鬥士，和武仙座、銀蠅座一起行動，他是個體型均稱的聖鬥士。
和武仙座 亞路傑狄、銀蠅座 狄奧一起被派往監視追殺天馬座 星矢的黃金聖鬥士 獅子座 艾奧里亞，面對穿上「射手座黃金聖衣」的星矢，他和亞路傑狄，狄奧一起被秒殺。而(Great Mountain Smasher)此招，是為了製作冥王編，由車田正美先生親自命名的。
在冥王篇藉黑帝斯之力而復活; 在日本攻擊欲趕往聖域的仙女座 瞬; 最終被瞬擊敗; 在得知瞬擁有能同時擊敗三位白銀聖鬥士的實力後, 安然而逝。其後在冥王篇十二話 前任教皇及先代白羊座黃金聖鬥士 希歐 透露，所有復活的白銀聖鬥士和黃金聖鬥士都是假意順從冥王黑帝斯，換得冥王之信任而得以復活，目的是為了向女神傳達雅典娜神衣的秘密。
巨山碎擊 Great mountain smasher
巨犬座最大奧義，集中小宇宙在拳上如直線型的光線般衝向對手轟碎他。
- 武仙座 亞路傑狄

配音員：鄉里大輔【初代】→今村直樹【冥界篇起】（日本）
身高：240cm。體重：180kg。生日：8月15日。血型：O型。出身地：非洲。修行地：烏干達。
武仙座白銀聖鬥士，與巨犬座、銀蠅座一起行動，擁有可怕的怪力。
與巨犬座 史里烏、銀蠅座 狄奧同樣是監視追殺天馬座 星矢的黃金聖鬥士獅子座 艾奧里亞的白銀聖鬥士，用「持棒者」把星矢重創，最後被穿上「射手座黃金聖衣」的星矢秒殺。
在冥王篇藉黑帝斯之力而復活；在日本攻擊欲趕往聖域的仙女座 瞬；最終被瞬擊敗；在得知瞬擁有能同時擊敗三位白銀聖鬥士的實力後，安然而逝。其後在冥王篇十二話 前任教皇及先代白羊座黃金聖鬥士 希歐 透露，所有復活的白銀聖鬥士和黃金聖鬥士都是假意順從冥王黑帝斯，換得冥王之信任而得以復活，目的是為了向女神傳達雅典娜神衣的秘密。
持棒者 Kornephoros
武仙座最大奧義，把對手像棍棒一樣舉起，向天上拋出，被拋出的對手動也不動的撞擊地面。
- 銀蠅座 狄奧

配音員：田中亮一（日本）
身高：160cm。體重：56kg。生日：7月10日。血型：B型。出身地：墨西哥。修行地：墨西哥墨西哥高原。
銀蠅座白銀聖鬥士，與巨犬座、武仙座一起行動，踢撃力強大。
與巨犬座 史里烏、武仙座 亞路傑狄同樣是監視追殺天馬座 星矢的黃金聖鬥士獅子座 艾奧里亞的白銀聖鬥士，用「死亡飛翔」把星矢重創，最後被穿上「射手座黃金聖衣」的星矢秒殺。
在冥王篇藉黑帝斯之力而復活；在日本攻擊欲趕往聖域的仙女座 瞬；最終被瞬擊敗；在得知瞬擁有能同時擊敗三位白銀聖鬥士的實力後，安然而逝。其後在冥王篇十二話 前任教皇及先代白羊座黃金聖鬥士 希歐 透露，所有復活的白銀聖鬥士和黃金聖鬥士都是假意順從冥王黑帝斯，換得冥王之信任而得以復活，目的是為了向女神傳達雅典娜神衣的秘密。
死亡飛翔 Dead End Fly
銀蠅座最大奧義，用強而有力的腳上踢撃，對手會被踼飛老遠。
- 天箭座 德里密

配音員：小林通孝【初代】、岡本信彥【手遊—覺醒＆正義傳說】（日本）；宋克軍（台灣）；林國雄（香港）
身高：180cm。體重：73kg。生日：6月16日。血型：B型。出身地：利比亞。修行地：埃及底比斯。
天箭座白銀聖鬥士，使用「光箭」來作戰。
在聖域埋伏天馬座 星矢一行人，以黃金之箭射中沙織的胸口，被星矢以「天馬流星拳」所殺，臨終前跟星矢一行人道出只有教皇能摘除黃金之箭的遺留。
幽靈之箭 Phantom Arrow
天箭座最大奧義，射出多支飛箭把對手貫穿。
- 仙王座 艾比奧尼

配音員：野田圭一【初代】、日野聰【手遊—覺醒＆正義傳說】（日本）；劉傑（台灣）；張炳強（香港）
身高：187cm。體重：89kg。生日：4月30日。血型：A型。出身地：阿根廷。修行地：仙女島。
武器：仙王座鎖鏈 Cepheus Chain
仙王座白銀聖鬥士，使用「鎖鏈」來作戰，雖然是「白銀聖鬥士」，但擁有「黃金聖鬥士」級數的強大實力。
在座落於印度洋索瑪里洋上的仙女島上，擔任着眾多聖鬥士候補生的指導老師，其弟子中成为聖鬥士的有仙女座 瞬及變色龍座 珍妮等人，在聖鬥士修炼中是非常少见，亚路比奥尼是集诚实，强壮于一身的人格高尚的人，更受其他的圣斗士的信赖，他有着超乎寻常的动察力，对教皇行为产生怀疑，几年来没有出席过教皇的召集，终于让教皇下决心派出黄金圣斗士雙魚座 阿布罗狄刺杀, 从这点来说，也看出其实力地位不容教皇轻视，亚路比奥尼虽身为白银圣斗士，但实力与黄金不相伯仲，他是熟练运用所有的攻击方法的技巧派，並與米羅展開激烈交戰時連米羅也不能從容作戰，在双方僵持不下之时，阿布罗狄暗中偷袭，用「皇家魔宮薔薇」将其身体麻痹，使亚路比奥尼喪生於米羅拳下。
- 天琴座 奧路菲

配音員：神谷浩史、狩野翔【手遊—覺醒＆正義傳說】（日本）；劉傑（台灣）；曹啟謙（香港）
身高：173cm。體重：60kg。生日：11月15日。血型：A型。出身地：希臘。修行地：希臘聖域。
武器：天琴座里拉
天琴座白銀聖鬥士，使用「弦線」和「聲波」來作戰，雖然是「白銀聖鬥士」，實力凌駕於「黄金聖鬥士」的傳說聖鬥士。
原本跟戀人尤莉蒂絲相愛，但是面對尤莉蒂絲被毒蛇給咬傷而身亡時陷入悲痛，為了讓尤莉迪絲復活前往冥界請求冥王 黑帝斯遂前往冥界求冥王 黑帝斯讓她復活，儘管自己的樂聲打動冥王，但是因為潘多拉和天獸星 斯芬克斯 法老的詭計將尤莉迪絲給石化，因此留在冥界陪伴尤莉迪絲。
由於自己受冥王的重用而為他彈奏樂曲，當天馬座 星矢和仙女座 瞬到來冥界時出手幫助他們卻不參與聖戰，後來由於星矢和瞬的緣故得知法老受潘多拉的指使把尤莉迪絲變成石頭的真相，便悲憤使出全力與法老展開激烈交戰再次以聖鬥士的身份以「弦樂幻想」將他打敗，跟尤莉迪絲做出最後的道別後帶領星矢和瞬在四之圈「朱狄卡」，用「死亡之旅小夜曲」把「冥界三巨頭」沉睡，卻被沒有沉睡到的冥界三巨头 天猛星 拉达曼迪斯給重創，最後用「琴弦終結曲」束縛住拉达曼迪斯並且犧牲自己讓星矢迫不得已使出「天馬流星拳」。
名字來源於Orpheus（俄耳甫斯），希臘傳說中的音樂天才。
弦樂幻想樂章 Stringer Nocturne
彈奏曲目時，音樂力量會產生強大的雷撃把對手瞬間轟碎。
死亡之旅小夜曲 Death Trip Serenade
彈奏出曲目使宇宙万物的精神困於異次元中，沉睡不醒，醍來只記得自己無間斷地聽這首音樂。
琴弦終結曲 Stringer Fine
天琴座最大奧義，於里拉上射出大量弦線束摶對手，然後一邊彈奏曲目一邊弦線會把對手慢慢撕碎。

#### 教皇
聖鬥士之首，既是圣域的最高统治者也是輔佐雅典娜、领导八十八位聖鬥士的最高領導者，當雅典娜不在聖域時會代理其事務。
拥有统辖所有的圣斗士的所有权限，每次在圣战前都会在圣斗士中挑选候选人再由本人來决定谁将成为下任教皇的人选。能够对所有圣斗士下达命令也是从各代黄金圣斗士中选出来擔當的。也是比任何一个大国元首地位还要敬畏足以代表圣域可以向全世界发号施领使世界各國的元首无法違抗旨意。
唯獨具備「仁、智、勇」和「心、技、體」的條件也是實力最優秀的黃金聖鬥士才能成為下任教皇。教皇代理幾乎由祭坛座白银圣斗士來担任，平日带着和教皇面具相似的面具作为影武者來辅助教皇。虽然是白银圣斗士但每任的教皇辅佐都具有黄金圣斗士之上的强大实力并且还拥有着剥夺所有圣斗士的小宇宙及圣衣的权限，剥夺的所有力量最终都会流入祭坛座圣衣，正因为如此即是所有的圣斗士也不是其对手。
- 白羊座 史昂[6]

配音員：飛田展男、三木真一郎【冥王神話】、關俊彥【手遊—覺醒＆正義傳說】（日本）；劉傑、賀宇傑【冥王神話】（台灣）；陳欣（香港）
與天秤座 童虎都是二百四十三年前聖戰中的生還者，实力之强属于超一流水平，是眾聖鬥士中最強的，也是對白羊座 穆有大恩大德的師父。
在前聖戰中受前任雅典娜的指示成為教皇，（十三年前早已過世）经常安排巨蟹座 迪斯马斯克替自己做事。其後招集憑著天才般能力而獲得資格的黃金聖鬥士們聚集在聖域，然而大部分還比較年幼，因此召見黃金聖鬥士中年紀最長，也是最強、地位最高的射手座 艾奧羅斯和雙子座 撒卡，宣佈「仁、智、勇」兼備的艾奧羅斯成為教皇的繼承人，並囑託撒卡真誠與艾奧羅斯合作為聖域效力，讓撒卡也非常樂意答應自己的囑託，但在占星山上遭到還有惡面的撒卡給刺殺身亡。冥王篇裡為了將「雅典娜神衣」的秘密告訴眾聖鬥士們而復活過來，與童虎展開激烈交戰，兩人鬥得勢均力敵，難分難解，最後將自己叛變冥王的理由與「雅典娜神衣」的秘密告訴天馬座 星矢、天龍座 紫龍、仙女座 瞬與天鵝座 冰河(鳳凰座 一輝除外)並且復甦「雅典娜神衣」，然後用「雅典娜之血」將星矢一行人的青銅聖衣復活交託他們把「雅典娜神衣」交給雅典娜，最後在目送星矢一行人與童虎最後交談不久逝去。
在劇場版《聖鬥士星矢 天界篇 序奏～overture～》中，與眾黃金聖鬥士們的靈魂被眾神給封住於石像中永世都不得安寧的情況下用小宇宙協助一輝和瞬擊敗天鬥士 特修斯。
念動力 Psychokinesis
通过意念对物质或能量进行控制,也以意念瞬間移動物體或人。
水晶牆 Crystal Wall
產生一道看不到且無法通過的防護牆，能對對手攻擊產生反作用。
水晶網 Crystal Net
束縛對手的水晶蜘蛛網。
星塵旋轉 Stardust Revolution
牡羊座最大奧義之一，光速拳的一種，以星塵一樣的衝擊力將對手摧毀到粉身碎骨。

#### 黄金聖鬥士（Gold Saints）
希臘聖域之聖鬥士，他們的守護星座就是黃道十二宮的白羊、金牛、雙子、巨蟹、獅子、處女、天秤、天蠍、射手、魔羯、水瓶及雙魚，共有十二人，他們的職責就是守護雅典娜神殿前的黃金十二宮，黃金聖鬥士的戰鬥力是聖鬥士裡最強的，他們的拳速及身體的動作達到光速，擁有災難性的破壞力量，能打碎星辰與扭曲時空，身穿『黃金聖衣』。
- 白羊座 穆
- 金牛座 阿爾德巴朗。
- 雙子座 撒卡
- 雙子座 卡諾
- 巨蟹座 迪斯馬斯古
- 獅子座 艾奥里亞
- 處女座 沙加
- 天秤座 童虎
- 天蠍座 米羅
- 射手座 艾奥羅斯
- 摩羯座 修羅
- 水瓶座 卡妙
- 雙魚座 阿布羅狄

#### 聖鬥士候補生
雅典娜之聖鬥士的候補生，聖鬥士的候補生在未成為正規的聖鬥士前要從候補的身分開始接受嚴格的訓練與規定，有時會擔任聖域週邊巡邏戒備的警備士兵或是支援執行任務的聖鬥士的協助者，凡是擁有大幅度提升的實力、爆發出驚人的小宇宙的候補生，將在繼承聖衣的選拔賽中獲勝並且穿上聖衣成為聖鬥士(但是繼承聖衣的選拔賽中無論是青銅、白銀以及黃金聖衣的繼承賽中得手率不高)。
- 卡西歐士

配音員：銀河萬丈【初代】、祐仙勇【手遊—覺醒＆正義傳說】（日本）；宋克軍、符爽【Netflix Animax—黃道十二宮戰士】（台灣）（台灣）；梁耀昌【初代】（香港）
身高：201cm。體重：128kg。生日：12月14日。血型：O型。出身地：希臘。修行地：希臘聖域。
蛇夫座撒娜的弟子，與天馬座 星矢爭奪天馬座青銅聖衣。深愛著其師父夏伊娜，為保護星矢制止天龍座 紫龍與仙女座 瞬趕去獅子宮(目的是不希望讓他們送命)獨自跟雙子座 撒卡給操縱的獅子座 艾奧里亞展開戰鬥下靠著犧牲自己讓星矢擊敗艾奧里亞讓他清醒過來。
- 貴鬼

配音員：江森浩子【初代】→庄斯宇芽香【冥王篇起】、中原茂【Ω】、釘宮理惠【手遊—覺醒＆正義傳說】（日本）；楊凱凱【初代、Ω：新生聖衣篇】、魏晶琦【Ω：瑪爾斯篇】（台灣）；方煥蘭【初代】（香港）
年齡：8歲。身高：130cm。體重：34kg。生日：4月1日。血型：B型。出身地：西藏。修行地：西藏嘉米爾。
白羊座 穆之弟子。在海界 海底神殿時帶著天秤座黃金聖衣協助星矢等人。
念動力 PSYCHOKINESIS
以意念空间移动物体，亦可以空间瞬移以躲过对手的光速攻击。

### 死亡皇后島
浮現於赤道正下方南太平洋的島，土地被灼熱地燃燒著，整年下著傾盆大雨，就像一個灼熱的地獄！
- 古路迪

配音員：待確認【初代】、寺杣昌紀【手遊—覺醒】（日本）；符爽【Netflix Animax—黃道十二宮戰士】（台灣）張英才（香港）
年齡：不明。身高：192cm。體重：91kg。生日：不明。血型：不明。出身地：不明。修行地：不明。
神秘的退役聖鬥士，白发带着鬼面面具，赤膊上身而且伤痕累累。鳳凰座 一輝的師父，動畫中為艾丝美拉达的父親。
指导一辉使用“憎恨”来作战。动画版设定是艾丝美拉爾妲的父亲，通过手刃艾丝美拉达妲刺激一辉最终出师。临死前告诉一辉凤凰座圣衣所在的位置。

#### 暗黑聖鬥士（Black Saints）
由一群無法擔當正規雅典娜的聖鬥士的人，身上穿有私自造出聖衣的仿制品，為數眾多，集結於死亡皇后島，從事不法勾当。首任首領為強戈，第二任首領鳳凰座 一輝事件過後宣告全軍覆沒。
- 強戈

配音員：銀河萬丈【初代】、楠大典【手遊—覺醒】（日本）；林國雄【初代】（香港）
身高：188cm。體重：101kg。生日：8月9日。血型：B型。出身地：薩摩亞群島。修行地：太平洋死亡皇后島。
暗黑聖鬥士第一任首領，不被「鳳凰座聖衣」所承認，一輝改邪歸正後即成為暗黒聖鬥士的首領，黃金聖鬥士 處女座 沙加原本打算討伐強戈，但是當沙加到來時早已被一輝所殺。
- 暗黑鳳凰

配音員：池水通洋【初代】、中島卓也【手遊—覺醒】（日本）；盧國權【初代】（香港）
年齡：15歲。身高：173cm。體重：63kg。生日：不明。血型：不明。出身地：不明。修行地：太平洋死亡皇后島。
暗黑四天王死後新登場的暗黑聖鬥士。最後被一輝所殺。
暗黑鳳凰幻魔拳 Black Genma Ken
暗黑鳳凰最大奧義，對神經系統進行打擊，使敵手產生幻覺，喪失戰鬥力的鬥技。

##### 暗黑四天王（The Black Four）
- 暗黑天龍

配音員：山口健【初代】、三木真一郎【手遊—覺醒】（日本）；劉傑（台灣）；盧國權【初代】（香港）
年齡：15歲。身高：173cm。體重：62kg。生日：8月10日。血型：A型。出身地：波蘭。修行地：太平洋死亡皇后島。
與天龍座 紫龍交戰的暗黑四天王之一，擁有四天王中最強的實力，不相信友情，即使「伏龍」被擊倒也無動於衷，可是被紫龍的「廬山昇龍霸」撃倒後，開始對友情有了新的想法，他帮助紫龙止住了血，救了紫龙的命。不過因為承受紫龍的昇龍霸後他還是活不成。
- 伏龍

年齡：15歲。身高：173cm。體重：62kg。生日：8月10日。血型：A型。出身地：波蘭。修行地：太平洋死亡皇后島。
暗黑天龍的孿生兄弟。為雙眼已盲的暗黑天龍作支援，令紫龍陷入苦戰。
- 暗黑天馬

配音員：中原茂【初代】、細谷佳正【手遊—覺醒】（日本）；宋克軍（台灣）；梁耀昌【初代】（香港）
年齡：15歲。身高：170cm。體重：58kg。生日：7月13日。血型：B型。出身地：以色列。修行地：太平洋死亡皇后島。
暗黑四天王之一。與天馬座 星矢戰鬥，被星矢以「天馬流星拳」殺死，但「暗黑流星拳」的毒素使星矢全身的血液變得混濁，而且逐漸侵蝕破壞星矢的身體機能並讓他飽受折磨。
暗黑流星拳 Black Ryu Sei Ken
暗黑天馬最大奧義，包含大量的剧毒素，能夠穿透聖衣擊中對手的身體。當暗黑流星拳擊出後，在毒素作用下，對手被擊中的的地方血液變得混濁，然後身體上出現黑色斑点，黑色斑點會逐漸擴大，當對方身上的黑斑覆蓋整個身體時即會死亡，所以暗黑流星拳又名「黑死拳」。
- 暗黑仙女

配音員：鹽澤兼人【初代】、奧村翔【手遊—覺醒】（日本）；于正昇（台灣）；馮志潤【初代】（香港）
年齡：14歲。身高：170cm。體重：58kg。生日：10月4日。血型：B型。出身地：土耳其。修行地：太平洋死亡皇后島。
暗黑四天王之一。無情地向救助滑下懸崖的天馬座 星矢無法移動身軀的仙女座 瞬發動攻擊，但是星矢為了讓瞬重新獲得自由，掙脫瞬的鎖鏈而掉落崖底。最終敗在瞬的「星雲鎖鏈」。
暗黒紋章
暗黑仙女奧義
- 暗黑天鵝

配音員：田中和美【初代】、小林裕介【手遊—覺醒】（日本）；魏伯勤（台灣）；張炳強【初代】（香港）
年齡：15歲。身高：173cm。體重：61kg。生日：12月28日。血型：O型。出身地：芬蘭。修行地：太平洋死亡皇后島。
暗黑四天王之一，在初戰中死於天鵝座 冰河最大之拳「鑽石星塵拳」下，但是他用盡力氣折斷聖衣頭罩的鳥頭部分，然後傳遞給鳳凰座 一輝，使一輝清楚地看到冰河發拳時的情景，以至於一輝後來能夠輕易撃倒冰河。
黑吹雪 Black Blizzard
暗黑天鵝最大奧義，凝縮大氣中的毒素成黑色大雪的結晶。

### 極寒之地·布魯格勒（Bluegrad）
位於北極的中心點，長年不會見到太陽
- 彼得

布魯格勒德統治者，阿列克謝和娜塔莎的父親。因阿列克謝叛變而被其殺死。
- 娜塔莎

年齡：14歲。身長：162cm。体重：57kg。誕生日：3月28日。血液型：B型。出身地：布魯格勒德。
布魯格勒德統治者 彼得的女兒，冰戰士 阿列克謝的妹妹。與天鵝座 冰河的母親同名。

#### 冰戰士（Blue Warriors）
布魯格勒德中身穿「冰鬥衣」的冰戰士 BLUE WORRIOR，自神話時代北極中心君臨的最強軍團，負責看守着海皇波賽頓的靈魂。
- 阿列克謝

年齡：19歲。身長：184cm。体重：80kg。誕生日：6月27日。血液型：AB型。出身地：布魯格勒德。
使用「冰」作戰，布魯格勒德統治者 彼得的兒子，娜塔莎的哥哥，為了重現昔曰故鄉的風光，從世界各地召集強者組成一度被遺忘的冰戰士，而因他的貪念而殺害父親，還差點害死自己的妹妹，阿列克謝同樣是使用冻氣的高手，連天鵝座 冰河的「鑽石星塵」也無法傷他半分毫，曾一度以「藍色衝擊」撃敗冰河，最後與冰河展開激烈交戰時被他以絕對零度的光輝「極光處刑」撃倒，但存活下來打消攻佔南方的計畫。
藍色衝擊 Blue Impulse
阿列克謝最大奧義，產生冰藍色的冻氣衝撃對手。

### 海界·海底神殿
位於大海的深處，從神話時代開始是海皇波賽頓及海鬥士的大本營, 以及在此定居的神祇，一直受到波賽頓所施之重重結界保護, 平常人難以接近。四方八面共有七支海柱，北大西洋海柱、南大西洋海柱、北太平洋海柱、南太平洋海柱、南冰洋海柱、北冰洋海柱、印度洋海柱，分由七位海將軍守護，海界七柱如同海皇神殿的守衛一般環繞著碩大無比的海底神殿以及居中，而海底神殿中心波賽頓神殿的後方有一支從神話時代存在的「生命之柱」，是支持海界最重要的海柱，要通過波賽頓神殿才可扺達，而「生命之柱」是號稱宇宙崩滅也絕不動搖的存在。
- 神
  - 司掌『海洋』之皇 波賽頓[7]／波賽冬[8]／波士頓[9](Poseidon)； 朱利安·梭羅
- 七海将军
  - 海龍 卡諾
  - 海魔女 蘇蘭多
  - 海馬 拜昂
  - 六怪獸 伊歐
  - 海皇子 克利修納
  - 海魔獸 艾札克
  - 海幻獸 卡薩
- 普通海斗士

美人魚 狄蒂斯

### 冥界(Inferno)
車田正美《聖鬥士星矢》中的冥界是仿照但丁的《神曲》設計的。
冥王黑帝斯和潘多拉所居住的神殿为「四之圈 朱狄卡环」，冥界八狱守以及手下的冥斗士们执行处罚罪灵的工作。冥界的入口，湍流着数条冥界之河，第一条河为阿克伦，欲入冥界者必先通过此河，在此有天间星的卡伦以及他手下的众杂兵以小舟摆渡，不过想过河的死者必须支付渡资，否则卡伦和他的手下们会将死灵无情地抛入河中，据说冥河阿克伦的水质比重比阳世间的水轻上许多，有“羽沈河”的称号，除非藉着冥界的船只，否则人的肉身几乎是不可能渡过的，至於无知的亡灵在冥河水中久而久之会为之侵蚀。另外还有“感叹河”——克丘特斯、“忘川”勒特、“火焰河”邱里普勒格顿、“憎恨河”史蒂克芬（也就是让阿基里斯获得金鋼不坏之身那条河，据说神若是渡过那条河会失去神性，所以常被神用来作为发誓之用）
- 神
  - 司掌『冥界』之王 黑帝斯
  - 司掌『睡眠』之神 希普諾斯
  - 司掌『死亡』之神 達納托斯

- 潘朵拉

- 冥界三巨頭
  - 天猛星 雙足飛龍 拉達曼迪斯
  - 天雄星 迦樓羅 艾亞哥斯
  - 天貴星 狮鹫 米諾斯

- 天罡冥鬥士
  - 天哭星 鳥身女妖 巴連達因
  - 天捷星 機蛇怪 席費特
  - 天牢星 希臘牛頭人 哥頓
  - 天魔星 妖花 坤恩
  - 天醜星 死亡甲蟲 史丹杜
  - 天罪星 厲尤卡昂 菲利基亞斯
  - 天敗星 岩洞巨怪 伊萬
  - 天角星 泥人魔像 洛克
  - 天獸星 獅身人面像 法老
  - 天英星 巴路隆 路尼
  - 天間星 阿格龍 卡戎

- 地煞冥鬥士
  - 地妖星 巴比隆 繆
  - 地暴星 獨眼巨人 古加多
  - 地伏星  萊米
  - 地暗星 深潜者 尼奧比
  - 地陰星 無頭騎士 裘布
  - 地劣星 長耳精靈  美露士
  - 地走星 蛇髮女妖 奧古斯
  - 地奇星 青蛙 賽洛斯
  - 地速星、地闊星
  - 地樂星、地刑星、地狂星、地奴星、地藏星
  - 地猛星、地威星、地靈星
  - 地遂星
  - 地明星
  - 地退星、地進星
  - 地惡星、地數星、地平星、地空星、地理星

- 其他
  - 馬魯基洛

### 其他角色
- 城戶光政

配音員：宮內幸平【初代】、大杉漣【劇場版—聖域傳說】（日本）；劉傑、吳文民【Netflix Animax—黃道十二宮戰士】（台灣）；譚炳文【初代】、黃志明【劇場版—聖域傳說】（香港）
古拉杜財團的總裁兼創始人，城户紗織的祖父，故事的重要歷史人物，被懷疑是天地之神 宙斯的化身。
十三年前造訪希臘時聽從垂死的黃金聖鬥士射手座 艾奧羅斯的囑託帶走襁褓中的女神雅典娜便把她命名為沙織，之後回到日本照料沙織視為自己的孫女，並且在沙織滿8歲、自己在臨終之際把真相都告訴她。
漫畫版中為了培育出聖鬥士並且找尋許多可以養育孩子的女性，因而背負著無情無義的罪名。動畫中改為收養許多的孤兒並且將他們培養出聖鬥士，並且將他們送往世界各地進行訓練，讓沙織安排出銀河戰爭的格鬥賽，讓聖鬥士們背負著守護世界和女神雅典娜的艱辛任務。
- 辰巳德丸

配音員：堀之紀【初代、Ω】、島田敏【劇場版—聖域傳說】、江川央生【Netflix Animax—黃道十二宮戰士】（日本）；宋克軍→劉傑、曹冀魯【聖鬥士星矢3D】（台灣）；源家祥【初代】→梁志達【冥王篇起】、陳永信【Ω】、劉昭文【聖鬥少女翔】、李家傑【劇場版—聖域傳說】（香港）
年齡：32歲。身長：185cm。体重：97kg。誕生日：5月5日。血液型：B型。出身地：日本。
城戶家的管家，對沙織照顧有加，當她遇到危險，就算面對聖鬥士也手執木劍與敵人對抗，更加絕對服從她的命令。
- 星華

配音員：山本百合子【初代】→雪野五月【冥界篇起】（日本）；詹雅菁（台灣）；雷碧娜【初代】（香港）
年齡：16歲。身長：167cm。体重：51kg。誕生日：3月18日。血液型：不明。出身地：日本。
星矢的姊姊，出現在星矢的回憶中
由於星矢在六年前被迫送往希臘聖域修行離開星之學園與他分開。冥王篇中為了跟星矢重逢來到聖域卻失足跌落懸崖失去記憶，其後一直在聖域附近居住，最後被星矢的師父天鷹座 魔鈴以及牡羊座 穆的弟子貴鬼給找到，被魔鈴帶到聖域後又遭受到死神 塔納託斯的攻擊，所幸受魔鈴和其他聖鬥士們的保護逃過劫難更是受星矢的小宇宙呼喚而恢復記憶。
- 美穗

配音員：渡邊菜生子【初代】（日本）；詹雅菁、魏晶琦【劇場版系列：DVD復刻版】、蔣篤慧【聖鬥士星矢 3D】（台灣）；蔡惠萍【初代】（香港）
年齡：13歲。身長：153cm。体重：41kg。誕生日：4月15日。血液型：B型。出身地：日本。
星矢的青梅竹馬
跟星矢在星之學園長大，曾有一次離開星之學園跟星矢碰面，長大後因為會照料小孩所以留在星之學園工作。
- 春麗

配音員：柴田由美子【初代】→佐藤江梨子【冥界篇起】、吉田小南美【Ω】（日本）；魏晶琦（台灣）；孫明貞【初代】→何璐怡【冥王篇起、Ω】（香港）
年齡：13歲。身長：154cm。体重：42kg。誕生日：4月20日。血液型：A型。出身地：中国。
童虎老師於廬山救回的女嬰，和紫龍一同成長，很喜歡紫龍。所以當紫龍戰鬥時都會為他禱告。
- 娜塔莎

出身地:俄羅斯
冰河的母親，跟水瓶座黃金聖鬥士水瓶座 卡妙是朋友關係。擁有偉大的母愛。
過去和城户光政相識並且育有冰河，冰河八歲時便帶著他搭船來到日本去，但因為中途船隻失事加上救生船的容量有限，為了讓冰河獲救決定和船一起沉入海底。促使冰河為了能夠跟自己再次碰面承受卡妙嚴厲的訓練成為聖鬥士。由於自己是冰河陷入困境時的精神支柱也同樣是受到攻擊的致命弱點。讓卡妙因此將沉船震到海底的更深處藉此切斷冰河的懦弱性格。
- 亞力克

配音員：鈴木富子【初代】（日本）；魏晶琦（台灣）；雷碧娜【初代】（香港）
年齡：7歲。身長：128cm。体重：35kg。誕生日：2月4日。血液型：O型。出身地：東西伯利亞。
東西伯利亞村裡的小孩，是冰河在極地的朋友。負責在冰河離開東西伯利亞的期間守護他的母親娜塔莎。
- 艾斯美達

配音員：中島千里【初代】（日本）；魏晶琦、穆宣名【Netflix Animax—黃道十二宮戰士】（台灣）；樂蔚【初代】（香港）
年齡：13歲。身長：158cm。体重：43kg。誕生日：8月25日。血液型：A型。出身地：死亡皇后島附近一小島。
在死亡皇后島的生活的少女，是鳳凰座 一輝的戀人，漫畫版中是以三袋面粉被卖到死亡皇后岛的奴隶，動畫中则是一辉的师傅古路迪的女儿。樣貌與髮色跟仙女座 瞬很相似。
漫畫版中在奴役期間受到主人的鞭打下勞動中獲得一辉的幫助，動畫中因為父親古路迪從聖域歸來時對他人做出殘酷對待時，一直相信父親不是有這樣性格的人，當一輝待在死亡皇后島接受嚴酷訓練的期間給與幫助及照料期間跟他產生戀情，當一輝面臨生命危險時挺身而出替他擋住自己的父親的一拳而喪命。臨終前跟一輝說自己希望他能像鳳凰一樣展翅飛翔，促使一輝帶着憎恨的期間不再流淚也同樣把自己留在心中無可取代。
- 尤莉蒂丝

年齡：16歲。身長：165cm。体重：42kg。誕生日：6月2日。血液型：不明。出身地：希腊。
天琴座白银圣斗士奥路菲的恋人。
原本与奥路菲在人间彼此相爱，后因毒蛇咬伤不幸身亡。促使奥路菲来到冥界恳求冥王 黑帝斯讓自己復活的契機。但是奥路菲的演奏讓潘多拉命天兽星 人面獅身獸 法拉奧用計將自己變成半身化石的石頭跟奥路菲困在冥界中。當天馬座 星矢和仙女座 瞬的介入中讓奥路菲知道真相便悲憤的手刃法拉奧時，自己跟即將跟隨星矢和瞬的奥路菲道別便闔上雙眼而逝。

## 原創TV動畫版出場角色
注意：動畫情節與漫畫原作有出入。

### 白銀聖鬥士
- 狼蛛座 亞勒古尼

（聲：山口健 香港:馮永和）
- - 技：狼蛛絲拳
  - 曾突襲天馬座 星矢，釋放能量蛛絲纏繞對手，並吸收其小宇宙，被星矢以「天馬流星拳」殺死。
- 孔雀座 西華

（聲：中原茂 香港:黃健強）
- - 技：千手神音拳 Thousand Hand God's Voice Punch
  - TV版處女座 沙加弟子中的一人，在卡濃島向鳳凰座 一輝襲擊。
- 蓮座 阿哥拉

（聲：土师孝也 香港:源家祥,林國雄）
- - 技：蓮華爆碎拳 Lotus Explode Punch
  - TV版處女座 沙加弟子中的一人。與孔雀座 西華一道向鳳凰座 一輝襲擊。

### 私兵圣斗士
利達
武器：：星雲鎖鏈 Nebula Chain
仙王座 亞路比奧尼的弟子。仙女座 瞬的同門師兄弟。
史碧加
武器：：星雲鎖鏈 Nebula Chain
仙王座 亞路比奧尼弟子中的一人。仙女座 瞬的同門師兄弟。
杜古拉狄斯
技：海克力士猛襲拳 Herakles Powerful Punch
卡西歐士的哥哥。體形巨大的聖鬥士。
斯巴達
技：念動力 PSYCHOKINESIS
聖域為數不多的超能力者，可以用「念動力」迫使空中的飛行機失去控制而緊急著陸。

### 幽靈聖鬥士
艾絲特（声：川島千代子  香港：曾慶珏）
技：幽靈眩惑拳、雷電蛇爪
蛇夫座夏伊娜的妹妹。10年前因為油輪放火的罪名被流放到加勒比海的魔界島，被天馬座 星矢以「天馬流星拳」殺死。
水蛇（声：平野正人 香港：盧國權）
艾絲特的部下。 深海三怪之一。善長水中攻擊。被天馬座 星矢以「天馬流星拳」殺死。
海豚（声：田中秀幸 香港：梁耀昌）
技：海豚空中回轉飛腿
艾絲特的部下。深海三怪之一。被天龍座 紫龍殺死。
水母（声：田中和実 香港：梅欣）
技：百萬伏特電擊
艾絲特的部下。深海三怪之一。被天馬座 星矢以「天馬流星拳」殺死。

### 鋼鐵聖鬥士
城戶光政秘密培訓的聖鬥士，其聖衣與眾不同，是人造的。
杜鵑座 天空·翔（声：中原茂 香港：張炳強）
技：小宇宙吸収
擁有穿行天空的飛行能力。擅長空中戰。
狐狸座 大地·大地（声：鈴木みえ 香港：林國雄）
技：高速疾走
擁有高速行走大地的能力。
剑鱼座 海洋·潮（声：大塚芳忠 香港：馮志潤）
技：平衡電波
擁有水上滑走能力。
三人合體技:鋼鐵旋風

### 其他
火焰聖鬥士
技：火炎旋渦 Fire Screw
基加斯秘蔵的聖鬥士。被鳳凰座 一輝的「鳳凰幻魔拳」訓服成為鳳凰座的手下。
水晶聖鬥士（声：香港：盧國權、林國雄）
技：凍結拳 FREEZING FIST、結冰噮 Ice Ring、鑽石星塵 Diamond Dust、極光雷電攻撃 Aurora Thunder Attack
天鵝座 冰河和古拉基  艾爾扎克的老師，水瓶座 卡妙的弟子，因中了雙子座 撒加的「異次元空間」而跳脫死亡，冰河和卡妙對決時，冰河對卡妙說「你是我的老師的老師，你當然就是我的師祖:我應該在打敗您的時候:燃燒我的小宇宙救活您」。
基加斯（声：佐藤正治）
教皇亞歷士支配下聖域的参謀長，為了殺死星矢他們，一次又一次地從聖域派出聖鬥士刺客，當派出的炎熱聖鬥士最終成功後，基加斯成為教皇得力的左右手。
白頓（声：掛川裕彦 香港盧國權）
基加斯的補佐，基加斯歸來後，接替基加斯提前上任的新参謀長，在十二宫追擊魔鈴中被撒娜柔情攻勢打敗。
王虎（日本：童虎 香港紫龍 ）
技：   猛虎烈風紫電拳
技:    廬山百虎霸
技:    猛虎亢龍霸
技:    廬山虎狂傲
技:    修羅聖劍
技:    雅典娜之驚嘆
技:    廬山昇龍霸
技:    盧山百龍霸
技:    盧山龍飛翔
技:    天秤座黃金神聖衣武器
技:    廬山亢龍霸
五老峰老師童虎的弟子，天龍座 紫龍的師兄，武学天才，自七岁时就能飞花摘叶，崩山裂海，隔着一片树叶打穿河流而不伤树叶，和紫龙并称五老峰龙虎。
在幼時見到親人被盜賊給殺害，憎恨自己當時無能為力，从而懂得着重力量，最終因品行不端被逐出師門，後來和紫龍對決被後者擊退终于领悟战斗的真正意义，明白了何为真正的力量，被老师童虎重新收回门下。臨走前幫紫龍領悟到了戰鬥的真義(為了愛與正義)。他替代紫龍去守天秤宮:希望紫龍能跟春麗珍惜眼前的愛!

### 北歐仙宮[10]／永久凍土[11]／亚斯格特[9](Asgard)
神鬥士，亦称冰鬥士，動畫《聖鬥士星矢》北歐篇的原創角色。

#### 阿薩主神 奧丁 (Odin)
- （声：内海賢二（日本），梁耀昌（香港））
- 阿薩神族（Aesir）的主神。在天馬座星矢沒有信心斬開黃金指環而猶豫的時候，曾出現於維京船上的奧丁神像給於鼔勵星矢。

- 北极星 希尔妲[10]／希露達[11]／希蒂[9](Hilda/Hiruda)

配音員：堀江美都子（日本）；魏晶琦、邱佩轝【黃金魂】（台灣）；林元春【初代】（香港）
生日10月10日 血型A
主神奧丁的地上代理人。因受到海皇波賽頓的黃金指環魔力的控制變成邪惡的化身。最後隨著黃金指環被奧丁之劍摧毀而重新恢復理智。她不知道這是加隆的陰謀之一。

#### 芙蕾娅[10]／弗莱婭[11]／菲莉亞[9](Freyja/Fureiya)
- （声：川村萬梨阿（日本）；楊凱凱（臺灣）；樂蔚（香港））
- 希露達的妹妹。因為姊姊失去理智被天璇星哈根所救，而向神鬥士們求助，最後愛上了哈根。

#### 奧丁神鬥士(God Warrior)
奧丁之神鬥士，守護亞斯格特的神鬥士，他們的守護星就是北斗七星的天樞、天璿、天璣、天權、玉衡、開陽、遙光，正式共有七人，他們守護著北極宮，由眾多鬥士中挑選出來，以防外敵入侵，身穿擁有奧丁藍寶石的『神鬥衣』。
α 天樞星 雙頭龍 齊格菲
／捷克弗里德／捷古佛烈(Siegfried/Jīkufurīto)
- （聲：神谷明（日本），魏伯勤（臺灣），盧國權（香港））

身高：192cm。體重：82kg。生日：7月15日。血型：AB型。出身地：阿思嘉特。修行地：瓦爾哈拉宮。
- 「亞斯格特第一勇士」，擁有不死之身，是神鬥士中的最強者，實力在黃金聖鬥士之上，一人擊倒了身受重傷的天馬座星矢、天龍座紫龍、白鳥座冰河、仙女座瞬、鳳凰座一輝。本身信奉高尚的騎士精神，對希露達有著絕對的忠誠，有如近衛隊長般存在。

奧丁神劍 Odin Sword
用光剑在对手周身的地面划一个圈，后者会从地下喷出强力气流重创对手。
雙龍猛烈暴風雪（九天游龙拳、港譯：龍吟虎嘯雙龍拳） Dragon Bravest Blizzard
天樞星雙頭龍最大奧義，產生巨大的雙頭龍衝擊波粉碎對手。
β 天璇星 八腳馬 哈根
(Hagen/Hāgen)
- （声：島田敏（日本），宋克軍（臺灣），梁耀昌（香港））

身高：181cm。體重：72kg。生日：9月27日。血型：AB型。出身地：阿思嘉特。修行地：瓦爾哈拉宮。
- 「北歐狂野的悍馬」，與芙萊婭青梅竹馬，禁衛隊成員。哈根自小生活在仙宮瓦爾哈拉，但是在仙宮唯一一個極度灼熱的熔漿洞中修煉，是唯一一個會使用灼熱拳的神鬥士。

宇宙冷凍拳 Universal Freezing
產生強大的急涷氣體冰封對手。
熱壓拳 Great Ardent
天璇星八腳戰馬最大奧義，產生巨大的熔岩熱浪消滅對手。
γ 天璣星 巨蟒 索尔
／托爾／德尔魯／杜魯(Thor/Tōru)=====
- （声：屋良有作（日本），宋克軍（臺灣），馮永和（香港））

身高：215cm。體重：115kg。生日：4月28日。血型：O型。
- 武器：雷神之鎚 Mjolnir Hammer
- 使用「雷神之鎚」（動畫中是雙面斧頭）為武器。亚斯格特的猎人，身躯魁悟，力大无比，是动作敏捷之神斗士，曾被仁愛的希露達所救，因此有著無比的忠誠心。是星矢眾人進攻仙宮的第一關，曾單憑一人之力擋住了天馬座星矢、白鳥座冰河、仙女座瞬三人的去路。

強大的海克力士 Titanic Hercules (港:大力神閃電拳)
天璣星巨蟒最大奧義，打出巨大的風暴衝擊對手。
δ 天權星 水晶惡魔 阿爾貝利希
／ 阿魯貝利西／阿比歷彼(Alberich/Aruberihi)
- （声：中原茂（日本），魏晶琦（臺灣），源家祥（香港））

身高：178cm。體重：68kg。生日：3月19日。血型：A型。出身地：阿思嘉特。修行地：瓦爾哈拉宮。
- 武器：炎之劍 FLAMING SWORD
- 「亞斯格特第一智者」。其實為人甚有野心，而且為求成功不擇手段。手持「炎之劍」，擁有阿倫比里希家族代代相傳的祕技「Nature Unity」，擁有自由操控大自然精靈之力，比如樹木、水、岩土等等，曾以此擊敗魔玲和星矢。但因阿倫比里希的祖先阿倫比里希十三世在二百多年前到中國廬山五老峰修練時和天秤座童虎交手，使出的「Nature Unity」與童虎不分上下，後英雄惜英雄結為好友。

紫水晶之盾（港譯：魔鬼紫水晶） Amethyst Seald（日文為アメジスト・シールド，一說英文為Amethyst Shield，译作紫晶凝盾拳）
產生紫水晶封印着對手。
自然之統合 Nature Unity
天權星水晶惡魔最大奧義，自由操控大自然精靈之力，比如樹木、水、岩土等等作戰。
ε 玉衡星 天狼 芬里尔
／法利魯／菲路(Fenrir/Fenriru)=====
- （声：關俊彥（日本），魏伯勤（臺灣），林國雄（香港））

身高：183cm。體重：77kg。生日：6月28日。血型：AB型。出身地：阿思嘉特。修行地：瓦爾哈拉宮。
- “北方食人狼”。出生于亚斯格特的名望贵族，但是在幼时一次意外中，他的双亲被巨熊杀死，后由狼群带大，其中跟一匹銀色野狼銀古感情最好，而他也將狼群交由銀古代為指揮。而历代被颂扬为名望贵族的菲利路家族，在家破人亡后没落了。他能自由地命令狼群攻击敌人，双手均有銳利的狼爪作武器。

魔狼殘酷爪 Wolf Cruelty Claw
以光速的動作出爪撕碎對手。
北極群狼拳 Northern Pack Of Wolf Fist
玉衡星天狼最大奧義，打出多個狼型衝擊波粉碎對手。
ζ 開陽星 黑虎 希度
／斯多／薛度(Syd/Shido)
- （声：水島裕（日本），劉傑（臺灣），梁耀昌（香港））

身高：186cm。體重：75kg。生日：11月7日。血型：A型。出身地：阿思嘉特。修行地：瓦爾哈拉宮。
- 曾奉希露達之命暗殺雅典娜，更擊敗了金牛座亞魯迪巴，是白虎巴度的雙生弟弟。在北極宮碰上仙女座瞬，最終被瞬的星雲旋風擊敗身亡。但他卻不知道，致命一擊並不是來自星雲旋風，而是從背後偷襲的巴度所為。

維京猛虎爪 Viking Tiger Claw
以光速的動作出爪撕碎對手。
碧藍脈衝擊 （港譯：維京虎哮拳）Blue Impulse
開陽星黑虎最大奧義，產生一座的冰山，然後粉碎產生巨大的涷氣球。
ζ 輔星 白虎 巴度
／巴多／巴度(Bud/Bado)
- （声：水島裕（日本），劉傑（臺灣），林國雄（香港）

身高：186cm。體重：75kg。生日：11月7日。血型：A型。出身地：阿思嘉特。
- 開陽星黑虎希度的雙生哥哥，雙生兄弟在亞斯格特是不祥的象徵，所以巴度父母決定把他遺棄，讓其自生自滅，尤幸巴度由狼群收養成長。在得知自己的身世後，化悲憤為力量，勤於練武，希望有朝一日成為神鬥士，讓父母改觀。可惜希蒂女王收編神鬥士，只承認薛度，卻任命巴度為影子成員，協助薜度。巴度大失所望，仇恨油然而生。在薜度與瞬戰鬥期間施以偷襲，讓薛度被擊敗。巴度擊敗瞬後與趕來救援的鳳凰座一輝對戰，被一輝以兄弟之情感動，最終戰死。

影子維京猛虎爪（港譯：影子維京虎哮拳） Shadow Viking Tiger Claw
輔星白虎最大奧義，以光速的動作出爪撕碎對手，威力和速度都比「維京虎吼爪」高級。
η 瑤光星 豎琴 米梅／米伊美／米鳴(Mimir)
- （声：三矢雄二（日本），楊凱凱（臺灣），林國雄（香港））

身高：175cm。體重：66kg。生日：8月11日。血型：A型。出身地：阿思嘉特。修行地：瓦爾哈拉宮。
- 武器：瑤光七弦琴*

喜歡彈奏並使里拉琴作為武器的戰士。自己的養父是殺父仇人，最後他替父報仇殺了仇人，但卻從此陷入矛盾的感情之中。心底深處充滿著悲哀，後被鳳凰座一輝喚醒的他，終於肯再次正視自己的真實情感，發揮出自己的最強實力。米梅實力很強，被天樞星雙頭龍齊格菲稱為“擁有最恐怖的拳的男人”，並且擁有和天琴座奧路菲不相上下的琴技。
刺弦安魂曲 Stringer Requiem
瑤光星豎琴最大奧義，以七弦琴的弦線撕碎對手。

## 原創小説版的聖鬥士

### 聖鬥士
后髮座 盟
技：斬絲、ロストチルドレン
城戶光政之子。與天馬座 星矢他們是自幼分離的同父異母的兄弟，被選中接受聖鬥士訓練後捨棄城戶之名。從師於巨蟹座 迪斯馬斯克，並背負著解除封住巨神 堤豐的雅典娜封印宿命的異端的聖鬥士。
青銅聖鬥士
六分儀座 尤里
在聖域擔任助祭司職務的女聖鬥士。主要職責是在天文台以仰望星辰動向來觀察世間的吉凶。 最後被魯鈍 帕拉斯殺害。
白銀聖鬥士
天壇座 尼古拉
在聖域補佐教皇的助祭長。撒加之乱後在教皇不在的聖域中代替教皇處理内務以及指揮聖鬥士們。最後被百頭竜 拉冬貫要胸口死亡。

### 基加斯
堤豐
基加斯族的神。
厄客德娜
魯鈍 帕拉斯
技：傀儡利爪
基加斯族的一人。與星矢和盟戰鬥。
蛮力 阿格里俄斯
技：巨岩突進
基加斯族的一人。與星矢戰鬥。
迅雷 托阿斯
技：復仇者衝擊
基加斯族的一人。與瞬和冰河戰鬥。
喊声 恩克拉多斯
基加斯族的一人。與冰河戰鬥。
魔双犬 歐特魯斯
合成獣 喀邁拉
百頭竜 拉冬

## 劇場版出場角色

### 邪神艾莉斯
原創劇場版第1作。

### 眾神的激戰
原創劇場版第2作。

### 真紅的少年傳說
原創劇場版第3作。

### 最終聖戰的戰士們
原創劇場版第4作。

### 天界编 序奏～Overture～
原創劇場版第5作。

### 奧林匹斯十二主神
由全之全能的神 天帝之神 宙斯所率領的由被選中的眾神所組成的天界軍。設定上身穿眾神終極的铠甲・神衣（Kamui），但在本作中並未登場。關於希臘神話中的十二神請參照奧林匹斯十二主神。
（Artemis） （聲：日野由利加（日本）／曾秀清（香港）／詹雅菁（台灣））
- 年齢：不明／身高：159cm（推測）／體重：不能測定／生日：不明／血型：不明／出身地：奧林匹斯山[14]

奧林匹斯十二神之一，雅典娜的姐姐，統治深沈夜晚的月之女神，性情刚毅。擁有淺綠色的頭髪和瞳孔。阿提米絲從天界降臨地上之時瞬間將天空化為夜色，月亮發出比太陽更耀眼的光芒，據說她是只為月之女神而照耀的光向大地傾註。
原本派遣天鬥士到凡間行刺違抗神的星矢在内的圣斗士並且懲處人類，後來在雅典娜為了拯救星矢在内的圣斗士與守護人類以捨棄黃金權杖和陸地的支配權也在神殿的“贖罪之泉”釋放她的血代替人類向眾神請求寬恕的情況時，對雅典娜作為神去站在人類立場等於是违背神的旨意感到很失望，當雅典娜表明不會返回奧林匹斯之山也希望神能够让人类能夠自由生存的想法後，因此哀伤地接受事实然后准备要處決雅典娜，見證天鬥士伊卡洛斯代替雅典娜承受箭矢的攻擊後终于感受到人类创造出超越神的力量。
阿波羅（Apollo） （聲：山路和弘（日本）／雷霆（香港）／宋克軍（台灣））
- 年齢：不明／身高：198cm（推測）／體重：不能測定／生日：不明／血型：不明／出身地：奧林匹斯山／修行地：無[14]

掌管太陽與光明的太陽神。奧林匹斯十二神之一，雅典娜和阿提米絲的兄長。特征是藍色的瞳孔和如火焰般的紅色頭髪。自從父親宙斯突然失去蹤影時代替祂执掌天界，被人称为全宇宙最强的神。
當阿耳忒彌斯沒能處決雅典娜只好親自現身被星矢給阻擋，在戰鬥中被星矢使用超越众神的力量給擦伤臉頰，最後认同人类的存在价值，於是消除星矢和雅典娜以及所有相关人员的記憶來做為懲處他們多次對抗眾神的行為。

### 天鬥士（Angel）
以守護月之女神阿提米絲等奧林匹斯十二主神的鬥士，身穿被稱為「天衣（Glory）」的鎧甲。雖是仕奉大多數神的真正的天使，但在效忠月之女神阿提米絲的天鬥士之中，也有例外如人類的伊卡洛斯為天鬥士的例子。其他諸神的天鬥士在本作中並未登場，總人數不明。
伊卡洛斯（Icarus） （聲：綠川光、井上富美子〈幼年〉（日本）／劉奕希（香港）／劉傑、魏晶琦〈幼年〉（台灣））
- 年齢：13歳／身高：168cm／體重：53kg／生日：12月1日／血型：B型／出身地：日本／修行地：奧林匹斯[14]

必殺技：最高海拔（Highest Altitude）
被阿爾忒彌斯選中作為天鬥士的唯一的人類。半邊面被銀色的面具所遮蓋，頭髮是茶色而面具之下的眼睛是清澈的蔚藍色。追求接近於神的力量，想通過打倒不斷戰勝眾多神祇的星矢來變成神。因為是人類所以不是真正的天鬥士，亦沒有特修斯等人的羽翼，但其實力卻不遜於其他的天鬥士們。其真正身份是魔鈴失散的弟弟·斗馬。小時候因為災難而和姐姐失散因而真切感到人類的弱小，為了獲得守護姐姐的強大力量因而成為天鬥士。藉著消除身為人類的感情來捨棄人類的弱點，所以即使與魔鈴相會也不認魔鈴為姐姐，但承受星矢全力的一擊，感受到人類思念的強大而和魔鈴和解。最後擋住阿提米絲射向雅典娜的箭。
特修斯（Theseus） （聲：森川智之（日本）／陳繼恆（香港）／劉傑（台灣）
- 年齢：不明／身高：180cm（推測）／體重：不能測定／生日：不明／血型：不明／出身地：奧林匹斯／修行地：無[14]

效忠阿爾忒彌斯的天鬥士。
擁有綠色的瞳孔及齊肩金髮。善使格鬥技，擁有在空中飛翔及從掌中擊出槍矛等壓倒性的實力。襲擊一輝和瞬，對兩人強烈的鬥志感到顫慓，然後被感應到黃金聖鬥士們的小宇宙的二人的合擊技打敗。
奧德修斯（Odysseus） （聲：高橋廣樹（日本）／陳廷軒（香港）／魏伯勤（台灣））
- 年齢：不明／身高：175cm（推測）／體重：不能測定／生日：不明／血型：不明／出身地：奧林匹斯／修行地：無[14]

效忠的天鬥士。
特徵是紫色的頭髮及紅色銳利的瞳孔。知性派但擁有強大的小宇宙，絕技是將對手的技能加倍反彈回去。用壓倒性的力量打倒紫龍和冰河二人，但自身也因他們的絕技而受到致命傷時驚愕於他們隱藏著連神也不具備的力量，最後身體從內部爆裂而亡。

### 聖鬥士星矢 LEGEND of SANCTUARY
原創劇場版第6作。

## 注解
1. ↑  舊TV版中冰河的師父為水瓶座卡妙的徒弟「水晶聖鬥士」。
2. ↑  原名為オーロラエクスキューション（Aurora Execution），早期翻譯者將エクスキューション（execution）錯誤當成excuse（原諒，寛恕）的名詞詞態，將其翻譯為“曙光女神的寛恕”
3. ↑  瞬在此系列作角色設定變更為女性。編劇Eugene Son在推特表示，最大的理由就是基於性別平權。原因是30年前，一群拯救世界的伙伴中沒有女性沒問題，但現代的社會中男女是可以平等工作，與其創造一個新角色不如改變舊角色，此外這次動畫僅轉變了瞬的性別，並不會改變其在聖鬥士中地位。
4. ↑  包含Netflix Animax《聖鬥士星矢：黃道十二宮戰士》女角化瞬的配音
5. ↑  原作里则是橘红色
6. ↑  中國大陸一般譯為“史昂”，台灣一般譯為“史昂”，香港一般譯為“薛安”
7. 1 2 3 4 5 6 7 8 9 10 11
8. 1 2 3 4 5 6 7 8 9 10
9. 1 2 3 4 5 6 7 8 9 10
10. 1 2 3 4 5 6 7  電影場刊。
11. ↑  語源來自自然現象光環的別名。
12. ↑  DVD『聖鬥士星矢 天界篇 序奏～overture～』小冊子。